# Васиљов
Васиљов (слч. Vasiľov) је насељено мјесто са административним статусом сеоске општине (слч. obec) у округу Наместово, у Жилинском крају, Словачка Република.

## Становништво
| Година:    | 1994. | 2004.   | 2014.   | 2024.   |
| ---------- | ----- | ------- | ------- | ------- |
| Број људи: | 767   | 757     | 819     | 818     |
| Разлика:   |       | -1,30 % | +8,19 % | -0,12 % |

| Година:    | 2023. | 2024.   |
| ---------- | ----- | ------- |
| Број људи: | 823   | 818     |
| Разлика:   |       | -0,60 % |

Према подацима о броју становника из 2024. године насеље је имало 818 становника.